# 伍舜德
伍舜德（英語：Wu Shun Tak，1912年—2003年8月17日，生于中华民国广东省台山县四九镇塘虾昌隆村，1935年于岭南大学商学院经济系毕业，1956年与其弟伍沾德共同创立香港美心食品有限公司。伍舜德曾任中山大学岭南（大学）学院名誉主席，香港陆海通有限公司总经理，也是台山市学业初级中学创办人，中山大学岭南（大学）学院及五邑大学的名誉教授，清华大学顾问教授，著名实业家。

## 纪念
- 伍舜德图书馆：该图书馆为中山大学图书馆经济与管理学科分馆，位于中山大学广州校区南校园内。
- 舜德楼，位于清华大学，目前是清华大学工业工程系的系馆。
- 伍舜德楼，位于清华大学，目前是清华大学公共管理学院的系馆。